# لويسبرغ
لويسبرغ (بالإنجليزية: Louisburg)‏ هي مدينة أمريكية ومركز مقاطعة فرانكلن في ولاية كارولاينا الشمالية في الولايات المتحدة الأمريكية.

## التركيبة السكانية
حدّد مكتب تعداد الولايات المتحدة بيانات التركيبة السكانية للويسبرغ في تعداد الولايات المتحدة. في ما يلي، التركيبة السكانية حسب تعدادي 2000 و2010.

### تعداد عام 2000
بلغ عدد سكان لويسبرغ 3,111 نسمة بحسب تعداد عام 2000، وبلغ عدد الأسر 1,123 أسرة وعدد العائلات 677 عائلة مقيمة في البلدة. في حين سجلت الكثافة السكانية 432.1 نسمة لكل كيلومتر مربع (1,119.1/ميل2). وبلغ عدد الوحدات السكنية 1,251 وحدة بمتوسط كثافة قدره 173.8 لكل كيلومتر مربع (450.1/ميل2).
وتوزع التركيب العرقي للبلدة بنسبة 50.79% من البيض و46.67% من الأمريكيين الأفارقة و0.10% من الأمريكيين الأصليين و0.55% من الأمريكيين ذوي الأصول الآسيوية و1.09% من الأعراق الأخرى و0.80% من عرقين مختلطين أو أكثر و3.02% من الهسبانيون أو اللاتينيون من أي عرق.
بلغ عدد الأسر 1,123 أسرة كانت نسبة 31.6% منها لديها أطفال تحت سن الثامنة عشر تعيش معهم، وبلغت نسبة الأزواج القاطنين مع بعضهم البعض 33.6% من أصل المجموع الكلي للأسر، ونسبة 22.8% من الأسر كان لديها معيلات من الإناث دون وجود شريك،  بينما كانت نسبة 3.9% من الأسر لديها معيلون من الذكور دون وجود شريكة وكانت نسبة 39.7% من غير العائلات. تألفت نسبة 36% من أصل جميع الأسر من عدة أفراد يعيشون في نفس المنزل ونسبة 19.1% كانت تتألف من شخص يعيش بمفرده يبلغ من العمر 65 عاماً أو أكثر. وبلغ متوسط حجم الأسرة المعيشية 2.24، أما متوسط حجم العائلات فبلغ 2.89.
بلغ العمر الوسطي للسكان 39.7 عاماً. وكانت نسبة 19.6% من القاطنين تحت سن الثامنة عشر، وكانت نسبة 6.3% بين الثامنة عشر والرابعة والعشرين عاماً، ونسبة 20.9% كانت واقعةً في الفئة العمرية ما بين الخامسة والعشرين والرابعة والأربعين عاماً، ونسبة 19.1% كانت ما بين الخامسة والأربعين والرابعة والستين، ونسبة 14.9% كانت ضمن فئة الخامسة والستين عاماً فما فوق. يوجد لكل 100 أنثى 75.9 ذكر، ويوجد لكل 100 أنثى في الثامنة عشر من عمرها فما فوق 69.6 ذكر.
بلغ متوسط دخل الأسرة في البلدة 29,755 دولارًا، أما متوسط دخل العائلة فبلغ 41,563 دولارًا. وكان متوسط دخل الذكور 30,417 دولارًا مقابل 24,018 دولارًا للإناث. وسجل دخل الفرد الخاص بالبلدة 17,918 دولارًا. وكانت نسبة 15.2% من العائلات ونسبة 20.1% من السكان تحت خط الفقر، وكان من هؤلاء نسبة 33.7% تحت سن الثامنة عشر ونسبة 18.2% في الخامسة والستين من العمر وما فوق.

### تعداد عام 2010
بلغ عدد سكان لويسبرغ 3,359 نسمة بحسب تعداد عام 2010، وبلغ عدد الأسر 1,197 أسرة وعدد العائلات 654 عائلة مقيمة في البلدة. في حين سجلت الكثافة السكانية 466.5 نسمة لكل كيلومتر مربع (1,208.2/ميل2). وبلغ عدد الوحدات السكنية 1,345 وحدة بمتوسط كثافة قدره 186.8 لكل كيلومتر مربع (483.8/ميل2).
وتوزع التركيب العرقي للبلدة بنسبة 47.28% من البيض و46.89% من الأمريكيين الأفارقة و0.33% من الأمريكيين الأصليين و0.86% من الأمريكيين ذوي الأصول الآسيوية و2.95% من الأعراق الأخرى و1.70% من عرقين مختلطين أو أكثر و5.51% من الهسبانيون أو اللاتينيون من أي عرق.
بلغ عدد الأسر 1,197 أسرة كانت نسبة 27.3% منها لديها أطفال تحت سن الثامنة عشر تعيش معهم، وبلغت نسبة الأزواج القاطنين مع بعضهم البعض 28.6% من أصل المجموع الكلي للأسر، ونسبة 20.6% من الأسر كان لديها معيلات من الإناث دون وجود شريك،  بينما كانت نسبة 5.4% من الأسر لديها معيلون من الذكور دون وجود شريكة وكانت نسبة 45.4% من غير العائلات. تألفت نسبة 40.3% من أصل جميع الأسر من عدة أفراد يعيشون في نفس المنزل ونسبة 21.4% كانت تتألف من شخص يعيش بمفرده يبلغ من العمر 65 عاماً أو أكثر. وبلغ متوسط حجم الأسرة المعيشية 2.17، أما متوسط حجم العائلات فبلغ 2.94.
بلغ العمر الوسطي للسكان 38.2 عاماً. وكانت نسبة 18% من القاطنين تحت سن الثامنة عشر، وكانت نسبة 22.2% بين الثامنة عشر والرابعة والعشرين عاماً، ونسبة 15.7% كانت واقعةً في الفئة العمرية ما بين الخامسة والعشرين والرابعة والأربعين عاماً، ونسبة 22.7% كانت ما بين الخامسة والأربعين والرابعة والستين، ونسبة 21.4% كانت ضمن فئة الخامسة والستين عاماً فما فوق. وتوزع التركيب الجنسي للسكان بنسبة 47.3% ذكور و52.7% إناث.

## المناخ
يظهر الجدول التالي التغييرات المناخية على مدار السنة للويسبرغ:
| البيانات المناخية لـلويسبرغ       | البيانات المناخية لـلويسبرغ | البيانات المناخية لـلويسبرغ | البيانات المناخية لـلويسبرغ | البيانات المناخية لـلويسبرغ | البيانات المناخية لـلويسبرغ | البيانات المناخية لـلويسبرغ | البيانات المناخية لـلويسبرغ | البيانات المناخية لـلويسبرغ | البيانات المناخية لـلويسبرغ | البيانات المناخية لـلويسبرغ | البيانات المناخية لـلويسبرغ | البيانات المناخية لـلويسبرغ | البيانات المناخية لـلويسبرغ |
| الشهر                             | يناير                       | فبراير                      | مارس                        | أبريل                       | مايو                        | يونيو                       | يوليو                       | أغسطس                       | سبتمبر                      | أكتوبر                      | نوفمبر                      | ديسمبر                      | المعدل السنوي               |
| --------------------------------- | --------------------------- | --------------------------- | --------------------------- | --------------------------- | --------------------------- | --------------------------- | --------------------------- | --------------------------- | --------------------------- | --------------------------- | --------------------------- | --------------------------- | --------------------------- |
| متوسط درجة الحرارة الكبرى °ف (°م) | 51 (11)                     | 55 (13)                     | 63 (17)                     | 73 (23)                     | 79 (26)                     | 87 (31)                     | 90 (32)                     | 89 (32)                     | 83 (28)                     | 73 (23)                     | 64 (18)                     | 54 (12)                     | 72 (22)                     |
| متوسط درجة الحرارة الصغرى °ف (°م) | 25 (−4)                     | 26 (−3)                     | 34 (1)                      | 42 (6)                      | 51 (11)                     | 60 (16)                     | 65 (18)                     | 63 (17)                     | 56 (13)                     | 42 (6)                      | 34 (1)                      | 27 (−3)                     | 44 (7)                      |
| الهطول إنش (مم)                   | 4.14 (105)                  | 3.52 (89)                   | 4.37 (111)                  | 3.19 (81)                   | 4.34 (110)                  | 3.73 (95)                   | 4.48 (114)                  | 5.28 (134)                  | 4.39 (112)                  | 3.66 (93)                   | 3.27 (83)                   | 3.13 (80)                   | 47.50 (1٬207)               |
| المصدر: Weather.com               |                             |                             |                             |                             |                             |                             |                             |                             |                             |                             |                             |                             |                             |